# Clos des Trois Fontaines
Le clos des Trois Fontaines (en néerlandais Drie Fonteinengaarde) est un clos bruxellois de la commune d'Auderghem qui donne sur l'avenue Joseph Chaudron sur une longueur de 100 mètres.

## Historique et description
L’Institut du Sacré-Cœur à cet endroit ferma définitivement en novembre 1994. L’église et la salle des fêtes furent démolies en 1998 et une nouvelle voie publique fut tracée en lieu et place afin d’y construire des immeubles à appartements.
Le 11 mai 2001, le conseil baptisa ce chemin clos Trois-Fontaines en s'inspirant du château Dry Borre situé près de la chaussée de Wavre.